# Санковичи
Санковичи (сербохорв. Sankovići) — феодальный, властельский род в средневековой Боснии. Владели землями в Хуме: в бассейне реки Неретвы, Боснийском Приморье и Поповом полье. Двор Санковичей располагался в селе Заборани. Известны с XIV века. Потеряли владения со смертью Радича в 1404 году.

## История

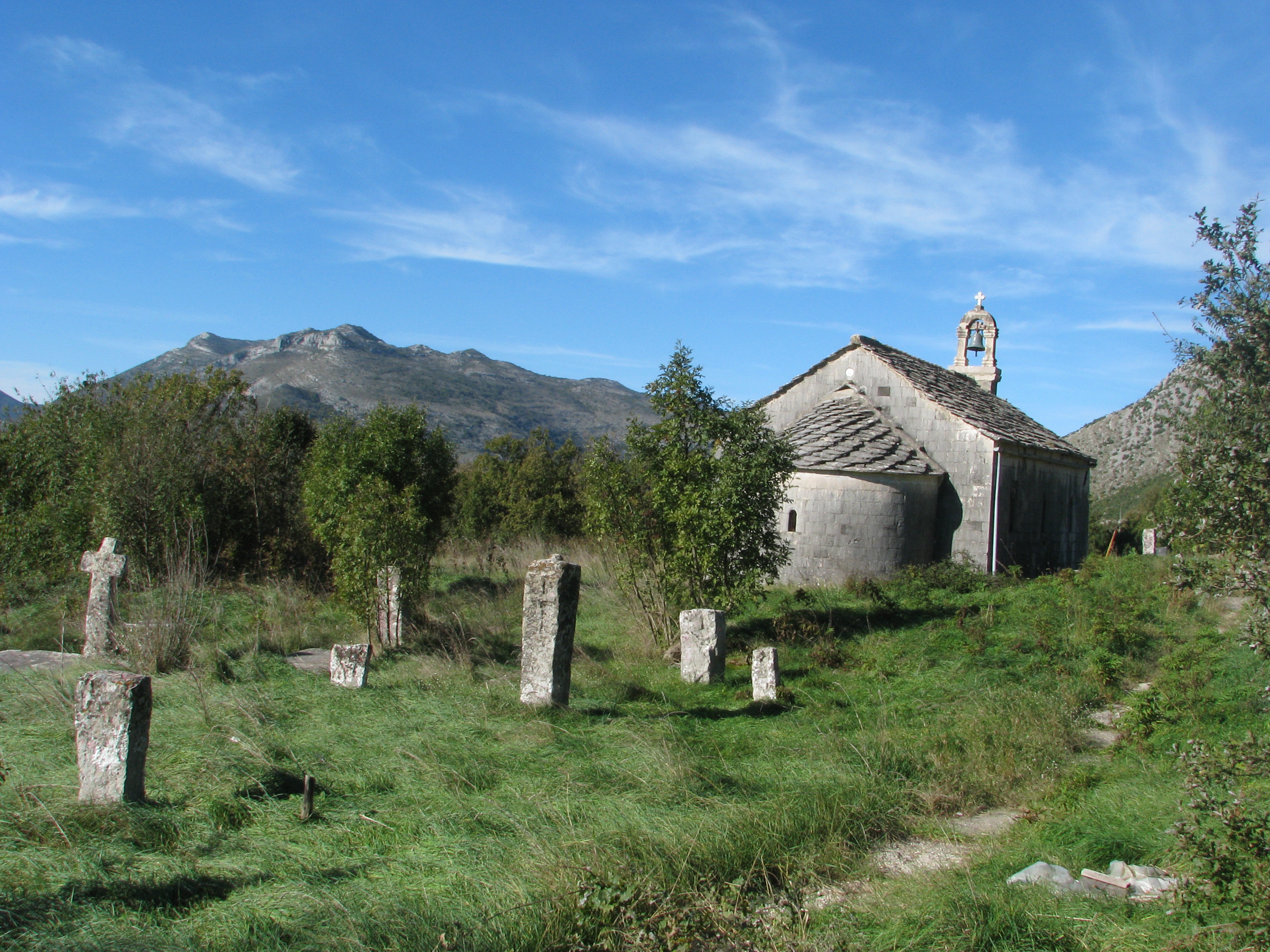
Надпись на одном из стечков: «Здесь лежит раба божия Полихрания… сестра… Санка…»

Родоначальником Санковичей был боснийский жупан Санко. Его отец — хумский жупан Милтен Драживоевич в первой половине XIV века владел Боснийским Приморьем, жупой Попово и местечком Слано. Санко служил при дворе боснийского бана Твртко I. Сестра Санка по имени Радача была выдана замуж за жупана Ненца Чихорича. Впоследствии Радача ушла в православный монастырь, в котором получила имя Полихрания. Похоронена под стечком рядом с селом Величани на Поповом полье. Его сын Беляк (умер до 1392 года) в качестве жупана Попова упоминается в 1370 году. Другие земли Хума принадлежали брату Беляка по имени Радич, который в 1391 году даровал дубровчанам право свободной торговли в своих владениях. В том же году Санковичи решили передать Дубровнику Конавле с крепостью Сокол. Осуществлению плана Санковичей помешали феодалы Павел Раденович и В. Вукович, который заняли эту область. Радич в 1391 году был заключён в темницу, из которой по просьбе дубровчан его вызволил хумский феодал Сандаль Хранич. В 1403 году Радич возглавлял боснийское войско короля Остои в войне против Дубровницкой республики. В 1404 году Радич поссорился с Косачем, был ослеплён и умер. После чего владения Санковичей отошли к Косачам. В селе Бискуп под Заборанами сохранилась родовая усыпальница Санковичей со стечками и могилами Милтена Драживоевича, Санка, Радича и его брата Градоя и жены Гойсавы.